# Jean-Marc Muffat
Pour les articles homonymes, voir Muffat.
 Jean-Marc Muffat, né le 19 novembre 1958, est un skieur alpin français, spécialiste des épreuves de vitesse.

## Biographie
En 1978, il est sacré Champion de France de descente.
La saison suivante, en janvier 1979, il obtient son meilleur résultat en coupe du monde avec une très belle 4e place dans la descente de Morzine remportée par Steve Podborski. Il termine la saison à la 23e place de la coupe du monde de descente (meilleur français).
Il possède un magasin de sports à Saint-Jean-d'Aulps.

## Palmarès

### Championnats du monde
| Épreuve / Édition      | Descente |
| Mondiaux 1978 Garmisch | 30e      |

### Coupe du monde
- Meilleur classement général : 57e en 1979.
- Meilleur classement de descente : 23e en 1979.

- Meilleur classement sur une épreuve de descente : 4e le 6 janvier 1979 à Morzine
- Autres top-20 en  (non exhaustif)[4] :
  - 15e à Wengen en janvier 1979
  - 19e à Villars en février 1979
  - 20e à Garmisch-Partenkirchen en janvier 1979
  - 20e à Wengen en janvier 1981

#### Classements
| Saison / Épreuve | Saison / Épreuve | Général | Général | Descente | Descente | Slalom géant | Slalom géant | Combiné | Combiné |
| ---------------- | ---------------- | ------- | ------- | -------- | -------- | ------------ | ------------ | ------- | ------- |
| Saison / Épreuve | Saison / Épreuve | Class.  | Points  | Class.   | Points   | Class.       | Points       | Class.  | Points  |
| 1978-1979        | 1978-1979        | 57e     | 18      | 23e      | 18       | -            | -            | -       | -       |

### Championnats de France

#### Élite
| Édition / Epreuve           | Descente |
| --------------------------- | -------- |
| Championnats 1978 -         | Or       |
| Championnats 1980 Les Orres | Argent   |
| Championnats 1981 -         | Argent   |